# Alex Olmedo
Alex Olmedo, eigentlich Luis Alejandro Rodríguez Olmedo, (* 24. März 1936 in Arequipa; † 9. Dezember 2020 in Los Angeles) war ein peruanischer Tennisspieler, der auch die US-amerikanische Staatsbürgerschaft besaß.

## Karriere
Olmedo wurde anfangs von seinem Vater trainiert. Im Alter von 17 Jahren siedelte er ohne Englischkenntnisse nach Los Angeles über, nachdem er vom US-amerikanischen Trainer Stanley Singer entdeckt wurde. Anfangs jobbte er in einem Tennisgeschäft und lernte nachts die Sprache. Olmedo studierte später an der University of Southern California. 1956 gewann er sowohl im Einzel als auch im Doppel mit seiner Mannschaft die NCAA-Titel. Diesen Erfolg konnte er zwei Jahre später mit dem Team seiner Universität wiederholen.
1958 trat er mit dem Team der Vereinigten Staaten im Davis Cup an, obwohl er zu dieser Zeit noch kein US-Staatsbürger war. Dies war möglich, weil Peru kein eigenes Team stellte. Er wurde in diesem Jahr in zwei Begegnungen bei sechs Matches eingesetzt und konnte jedes Mal gewinnen. Im Finale gegen Australien konnten sie den Sieg des Davis Cups für sich entscheiden. Im Folgejahr wurde er nochmals in einem Aufeinandertreffen für drei Matches eingesetzt, konnte aber nur eines gewinnen. Dies war sein letzter Einsatz für das US-amerikanische Davis-Cup-Team.
1959 folgte sein erfolgreichstes Jahr, als er die Grand-Slam-Turniere in Melbourne gegen Neale Fraser und Wimbledon glatt in drei Sätzen gegen Rod Laver gewann und bei den US Open Fraser erst im Finale unterlag. Er schaffte es bis auf Rang 2 der Amateurenweltrangliste.
Ihm wurde vom damaligen peruanischen Präsidenten Manuel Prado die Laureles Deportivos verliehen, eine Auszeichnung für peruanische Sportler.
Ab 1960 spielte Olmedo als Profi und durfte dementsprechend bis zur Einführung der Open Era Ende der 1960er Jahre an keinen Amateur-Turnieren, also auch nicht an den späteren Grand-Slam-Turnieren, teilnehmen. 1963 zog er sich zwischenzeitig vom Tennissport zurück. Anfang der 1970er Jahre trat Olmedo erneut bei Grand-Slam-Turnieren an. Außerdem gewann er in der Open Era ein Turnier im Einzel und drei Doppeltitel.

## Persönliches
Nach seiner aktiven Karriere war er mehr als 25 Jahre Tennistrainer im Beverly Hills Hotel, wo er Hollywoodgrößen wie Katharine Hepburn, Robert Duvall und Chevy Chase Tennisstunden gab, und wurde 1987 in die International Tennis Hall of Fame aufgenommen.
Alex Olmedo starb Ende 2020 im Alter von 84 Jahren aufgrund eines Hirntumors. Er hinterließ drei Kinder und vier Enkel.

## Erfolge
| Legende               |
| Grand Slam (4)        |
| Open-Era-Turniere (1) |

| Titel nach Belag |
| Hartplatz (1)    |
| Rasen (4)        |

### Einzel

#### Turniersiege
| Nr. | Datum           | Turnier                  | Belag     | Partner      | Ergebnis           |
| --- | --------------- | ------------------------ | --------- | ------------ | ------------------ |
| 1.  | 26. Januar 1959 | Australian Championships | Rasen     | Neale Fraser | 6:1, 6:2, 3:6, 6:3 |
| 2.  | 3. Juli 1959    | Wimbledon Championships  | Rasen     | Rod Laver    | 6:4, 6:3, 6:4      |
| 3.  | 7. Mai 1972     | Kansas City              | Hartplatz | Haroon Rahim | 6:2, 5:7, 7:6      |

#### Finalteilnahmen
| Nr. | Datum              | Turnier          | Belag     | Finalgegner  | Ergebnis           |
| --- | ------------------ | ---------------- | --------- | ------------ | ------------------ |
| 1.  | 13. September 1959 | US Championships | Rasen     | Neale Fraser | 3:6, 7:5, 2:6, 4:6 |
| 2.  | 2. Mai 1971        | Kansas City      | Hartplatz | Cliff Richey | 5:7, 7:5, 2:6      |
| 3.  | 20. September 1971 | Sacramento       | Hartplatz | Bob Lutz     | 4:6, 4:6, 3:6      |
| 4.  | 17. Juni 1972      | Bristol          | Rasen     | Bob Hewitt   | 4:6, 3:6           |

### Doppel

#### Turniersiege
| Nr. | Datum             | Turnier          | Belag | Partner        | Finalgegner                  | Ergebnis           |
| --- | ----------------- | ---------------- | ----- | -------------- | ---------------------------- | ------------------ |
| 1.  | 7. September 1958 | US Championships | Rasen | Ham Richardson | Sammy Giammalva Barry MacKay | 3:6, 6:3, 6:4, 6:4 |

### Mixed

#### Finalteilnahmen
| Nr. | Datum             | Turnier          | Belag | Partner     | Finalgegner                          | Ergebnis      |
| --- | ----------------- | ---------------- | ----- | ----------- | ------------------------------------ | ------------- |
| 1.  | 7. September 1958 | US Championships | Rasen | Maria Bueno | Margaret Osborne duPont Neale Fraser | 3:6, 6:3, 7:9 |